# Gegants nous de la Casa de la Caritat
Els Gegants nous de la Casa de la Caritat o Gegants de Corpus són uns gegants de Barcelona que s'anomenen Hereu i Borda. Pertanyen a la Diputació de Barcelona, encara que els té cedits el Districte de la Ciutat Vella de Barcelona i els gestiona la Coordinadora de Colles de Gegants i Bestiari de la Ciutat Vella.
La nova parella neix per rellevar els Gegants vells de la Casa de la Caritat o del Carnestoltes, que després de molts d'anys de sortides es trobaven en mal estat de conservació i van ser guardats. Les figures noves, obra d'Emili Ferrer i Espel, són del 1919, i des del primer moment es feren participants assídues a la cavalcada de les festes de la Mercè i a les processons de Corpus de la Casa de la Caritat i de més parròquies de la ciutat.
L'Hereu i la Borda foren desats amb els gegants vells el 1964, i l'any 1987 la Diputació de Barcelona va decidir de restaurar-los, tasca que s'encarregà al mestre imatger Domènec Umbert. Des d'aleshores els gegants no han faltat mai a la processó de Corpus, ni tampoc a les cercaviles i trobades geganteres de les festes de la Mercè i de Santa Eulàlia. Així mateix presideixen, juntament amb els gegants vells, la Mostra de Gegants de Barcelona que es fa cada any per les festes de la Mercè.
Quan no surten, els Gegants nous de la Casa de la Caritat o de Corpus es poden visitar a la Casa dels Entremesos, on són exposats permanentment.